# Grote Reber
Grote Reber (2 décembre 1911-20 décembre 2002) est un des pionniers de la radioastronomie. Il répète les expériences de Karl Jansky et effectue les premières relevés systématiques du ciel dans les fréquences radios.

## Biographie
Reber naît et grandit à Wheaton, une banlieue de Chicago dans l'Illinois, il obtient un diplôme d'ingénieur radio à l'Armour Institute of Technology (qui devient plus tard l'Illinois Institute of Technology) en 1933. Il est aussi radioamateur (indicatif W9GFZ) et travaille pour plusieurs fabricants de radio à Chicago de 1933 à 1947. Quand il entend parler pour la première fois des travaux de Karl Jansky en 1933; il décide de travailler dans ce champ de recherche et envoie sa candidature aux laboratoires Bell où se trouve Jansky. Toutefois la Grande Dépression bat son plein et il n'y a pas de travail disponible.
À la place Reber décide de construire son propre radiotélescope derrière chez lui à Wheaton. La conception de Reber est plus ambitieuse que celle de Jansky et consiste en un miroir parabolique en acier de neuf mètres de diamètre avec un récepteur radio au point focal placé huit mètres au-dessus du miroir. L'assemblage est monté sur un berceau permettant le pointage dans des directions variées mais ne peut pas tourner sur lui-même. La construction est finie en 1937.
Le premier récepteur est calé sur 3 300 MHz et échoue à détecter des signaux provenant de l'espace profond, de même pour le second opérant à 900 MHz. Finalement la troisième tentative est un succès en 1938, sur une bande de réception calée à 160 MHz, Reber confirme les observations de Jansky en détectant un signal provenant de la Voie lactée. Reber se tourne ensuite vers un relevé radio du ciel, ses observations sont complétées en 1941 puis étendues en 1943. Il publie une quantité de travail considérable durant cette époque et est l'initiateur de l'explosion de la radioastronomie après la Seconde Guerre mondiale.
Durant cette période il découvre un mystère qui ne sera expliqué que dans les années 1950. La théorie standard des émissions radio provenant de l'espace est alors qu'elles sont dues au rayonnement électromagnétique d'un corps noir, lumière (invisible dans les fréquences radios) qui est émis par tout corps chauffé. En utilisant cette théorie il était attendu un rayonnement plus puissant aux hautes énergies (aux fréquences élevées) qu'aux basses énergies. Toutefois les mesures de Reber montrent le contraire. Il faut attendre les années 1950 et la connaissance du rayonnement synchrotron pour comprendre le mécanisme sous-jacent.
Reber donne plus tard son radiotélescope au National Radio Astronomy Observatory (NRAO), à Green Bank en Virginie-Occidentale et aide à sa reconstruction sur ce site. Le télescope est monté sur un berceau qui permet cette fois de pointer vers une direction arbitraire. Reber aide aussi à la reconstruction du radiotélescope de Jansky. Il passe ainsi quatre ans à travailler pour le National Institute of Standards and Technology.
Dans les années 50 il veut recommencer des études actives mais la plus grande partie de ce champ de recherche est maintenant occupé par de grands et coûteux instruments. À la place il se tourne vers les basses fréquences qui sont alors largement ignorées, toutefois la plus grande partie des signaux à basses fréquences sont filtrés par l'atmosphère, aussi Reber déménage-t-il en Tasmanie pour démarrer ses observations.
Il meurt en Tasmanie en 2002, ses cendres sont distribuées à 24 grands observatoires dans le monde.

## Distinctions et récompenses
- Médaille Bruce, 1962
- Henry Norris Russell Lectureship, 1962
- Médaille Jackson-Gwilt de la Royal Astronomical Society, 1983
- L'astéroïde (6886) Grote porte son nom.